# Hundsbach (Haut-Rhin)
Hundsbach je francouzská obec v departementu Haut-Rhin v regionu Grand Est. V roce 2014 zde žilo 342 obyvatel.

## Poloha obce
Sousední obce jsou: Franken, Hausgauen, Wahlbach a Willer.

## Vývoj počtu obyvatel
Počet obyvatel